# Triérész
A triérész (ógörögül: Τριήρης, latinul triremis) három evezősoros görög hadihajó. Önálló műveletekre is képes, nagyobb méretben csapatszállításra is használták. Közvetlenül az ötvenevezős kétfedélzetű hajókból alakult ki, mivel köztes méretű hadihajó nem ismert.

## Felépítése

A triérész szerkezete

A triérész mint hajótípus az evezős gálya fejlesztésével alakult ki. A tervezési cél: adott hosszúságú hajóra minél több evezőst ültetni, amivel a sebességet és a teherbírást erősítették. A korábban rendszeresített ötvenevezős hajóhoz képest a nagyobb számú legénység és a 30%-os sebességnövekedés jelentett előnyt. A megvalósítás alapötlete szerint az evezős hajó nagyjából vízvonalon elhelyezkedő első fedélzetét úgy magasították meg, hogy a hajóperemre egy erkélyt függesztettek, amely kilóg a víz fölé. Ide egy padlószinten ülő, és egy padokon ülő evezős sort lehetett telepíteni. A második evezősfedélzet belülről is erkélyként futott végig a hajón. A mellvéd alacsonyra került, egy alkalommal a messzénéi hopliták a tengerbe gázolva közvetlenül a hajóra szálltak. Semmilyen utalás nem maradt fenn arra vonatkozóan, hogy milyen módszerrel készültek a hajók, a zeai dokkok alapján egyetlen triéresz sem lehetett 5,6 méternél szélesebb és 37 méternél hosszabb. Pontos alakjára, kivitelezésére sincs adat.
A hajót legtöbbször két árbóccal is ellátták, amelyeken egy orrvitorla és egyszerű fővitorla volt. A hajóorr megerősített, döfésre és egyéb rongálásra alkalmas alakú, ugyanis a csatákat úgy vívták, hogy először megpróbálták az ellenfél hajójának egyik oldali evezősorát letördelni, majd a hajót oldalról meglékelni. Ennek elkerülésére sok hajó orrán és tatján keresztbe fektett gerendákat alkalmaztak, amelyek sérülést okoztak a támadó ellenséges hajónak, vagy eltérítették azt a menetirányából.

## Alkalmazása
A csaták az ellenfél hajójának megbénításáig (letördelt evezők), elsüllyesztéséig (lékelés), felgyújtásáig vagy elfogásáig tartottak.

A hajóácsolat szerkezete

A triérész ötletét sok helyen átvették, és akár öt evezősoros hajókat is építettek. Ezek azonban a túl nagy magasság miatt legtöbbször instabilak és lassúak voltak (tetréresz, pentréresz). A görög háromsor-evezős hajó egész napon át képes volt tartani nagyjából 7 csomós sebességet (10–12 km/h), 12 csomót (~20 km/h) 10 percen keresztül, vagy nagyon rövid ideig akár 15 csomót is (~24 k/h). Teljes támadósebessége eléréséhez nagyjából 30 másodpercre volt szüksége.

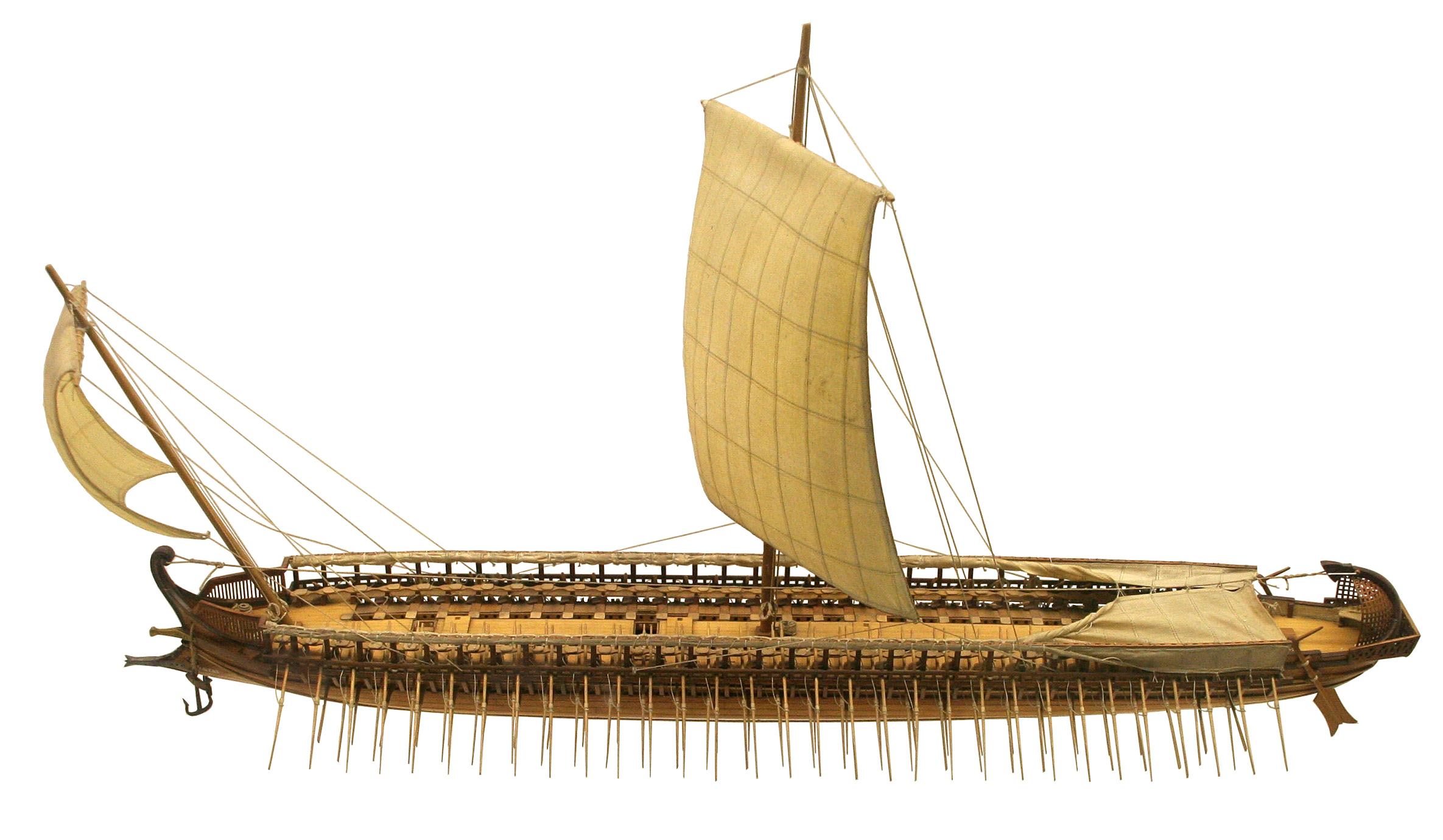
Görög triérész modellje

A római triremisekkel a szárazföldi ütközetekhez hasonlóan harcoltak. Az ellenfél hajója mellé eveztek, megcsáklyázták, pallót vetettek át, majd a másik hajón kézitusát vívtak.

## Legénysége
A görög triérész szinte szabványosított számú (201 fő) és feladatkörű legénységgel került rendszeresítésre. Ezek az alábbi megoszlásúak:
- Kapitány (1 fő)
- Kapitány testőrsége (4 fő íjász)
- Dobos (1 fő)
- Sisakos (1 fő „operatív tiszt”)
- Írnok (1 fő mindenféle adminisztratív feladatra)
- Vitorlamester (1 fő)
- Tengerész (10 fő, csak a vitorlák kezelésével foglalkoztak)
- Kormányos (1 fő)
- Hajóács (1 fő)
- Nehézfegyverzetű gyalogos (10 fő)
- Evezős (170 fő, akik közelharcban pajzs és páncél nélkül vettek részt)

A 170 evezős beosztása 31-27-27 volt fedélzetenként és oldalanként. Rögzített padokon ültek.
A csapatszállításra használt triérészek további 30 katonát, vagy 10 lovast szállíthattak.

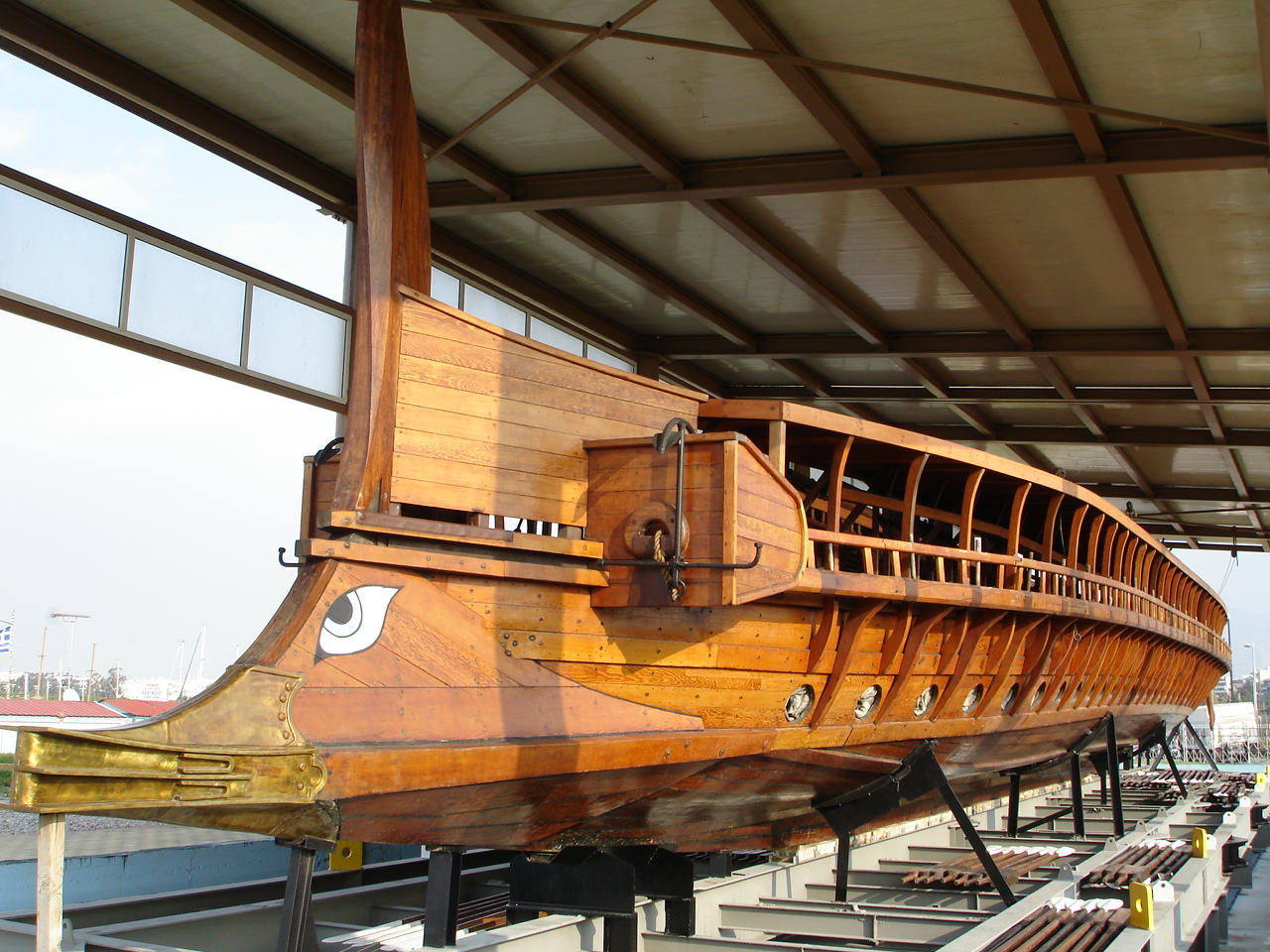
Egy rekonstruált triérész

## A triérész feltámasztása
1987 júniusában Athén pireuszi kikötőjében vízre bocsátották az Olympias nevű, 36,8 méter hosszú, 5,4 méter széles, 3,6 méter magas (gerinctől a fedélzetig) rekonstruált triéreszt. A hajót 1981 óta építették. Ez a hajó elérte a 7 csomós sebességet, amivel igazolta Thuküdidész egyik állítását, miszerint az Athén és Mütiléné közti távolságot egy hajó nagyjából 24 óra alatt megtette. Ez a 340 km-es úton 7,5 csomós átlagsebességet igényel.
A rekonstrukció tervezése és használata sok, eddig nem tisztázott kérdést oldott meg. Így például ma már tudjuk, hogy a triéresz nem cipelt ballasztot, nem volt szüksége rá a stabilitáshoz, és ez megmagyarázza, hogy miért nincsenek elsüllyedt gályák a Földközi-tengerben: a görögből elsüllyedtnek fordított szóval jelölt hajók valójában csak léket kaptak és vízzel teltek meg, nem süllyedtek el, mint a ballasztos hajók, ezért a győztesek elvontathatták a használhatatlan, de kijavítható hajókat.

## Néhány érdekesség
- Alkibiadész a Szürakuszai elleni hadjárathoz 134 triérészt kapott, amellyel 6400 harcost szállított volna a helyszínre.
- Athén a Déloszi Szövetség széthullását 150 triérész építésével próbálta megakadályozni.